# Josep Maria "Tito" Salvadó i Val
Josep Maria Salvadó Val (Tarragona, 6 d'agost de 1976) és jugador de dards, actualment president de la Federació Catalana de Dards
 i graller al grup de grallers Els Bordons de Tarragona.
Esportista i directiu fundador del Cossetans Club de Dards de Tarragona des del 2006, el club degà dels dards al Camp de Tarragona.
President de la Federació Catalana de Dards des de 2013-actualitat. Durant el mandat de Pere Palacio va ser vocal des del 2008 assumint tasques de comunicació i premsa. Paral·lelament, a partir de 2009, va ser delegat territorial a Tarragona i organitzà les primeres lligues regulars de la Divisió de Tarragona. El 2010 va accedir a la vicepresidència reorganitzant l'estructura interna a nivell de gestió, competició i promoció de l'esport. Va ser impulsor de nodrir el calendari català de competicions, introduint competicions internacionals com el Catalonia Open Darts i el FCD Anniversary Open, i competicions en format rànquing amb la creació, al desembre de 2015, del Destí Winmau Masters Mundial, que han servit per a projectar els esportistes catalans a nivell internacional.
El 2013 assumí el relleu de Raquel Holgado en una nova reestructuració de càrrecs. Des d'aleshores ha consolidat totes les competicions existents, ha culminat amb la tasca de reorganització interna i ha iniciat programes de promoció escolar, voluntariat i projecció internacional per a esportistes. El juny de 2017 va ser elegit president amb el recolzament de la llarga majoria dels clubs, passant a afrontar el seu primer mandat electe amb l'objectiu de continuar recuperant l'estabilitat econòmica, esportiva i social a la Federació. Ha estat el propulsor de la primera competició internacional de nacions organitzada a Catalunya. La 18a Mediterranean CUP s'ha celebrat al maig del 2019 a Salou essent un èxit organitzatiu. Al març del 2020 va impulsar i organitzar la primera competició de dards punta d'acer en línia, el rànquing FCD #DardsOnline. Aquesta competició ha estat una de les pioneres en incorporar el telearbitratge a nivell mundial.
El 2021 renovà mandat al capdavant de la Federació amb l'objectiu de recuperar totes les competicions presencials i d'iniciar un procés disruptiu d'adaptació de totes les competicions als temps actuals.
Pel que fa a la recuperació de les competicions presencials, les xifres prepandèmia es van assolir ben aviat i fins i tot es van superar, fruit de mantenir la massa social durant el confinament amb la creació de competicions en línia. Pel que fa al procés disruptiu en les competicions, es va iniciar amb la Catalunya CUP, la competició d'equips. Es va seguir amb el Rànquing FCD i els Campionats de Catalunya durant la temporada 2022. Durant l'any 2023 es va obrir un procés participatiu per actualitzar el sistema de joc de la Lliga Catalana, un llarg procés que es va culminar just a temps per iniciar la temporada 2023-24. Aquesta evolució respon en adaptar a les necessitats actuals la competició, tant a nivell esportiu, tecnològic i social.